# Lawsonita
La lawsonita és un mineral de la classe dels sorosilicats. Va ser descoberta l'any 1895 al comtat de Marin, a Califòrnia (EUA), sent anomenada així en honor d'Andrew C. Lawson, geòleg escocès-nord-americà.

## Característiques químiques
És un alumino-sorosilicat de calci, hidroxilat i hidratat. Estructuralment relacionat amb la bartelkeïta monoclínica (PbFe2+Ge₃O₈). És dimorf amb la partheïta (Ca₂(Si₄Al₄)O15(OH)₂·4H₂O).

## Formació i jaciments
Es forma a altes pressions i baixes temperatures, originalment descrit a partir d'un esquist cristal·lí associat amb serpentina i glaucòfan, amb metamorfisme regional de baix grau.  També es troba com a mineral secundari en gabres i diorita alterada, formant-se a partir de la plagiòclasi que contenen. Més rarament s'ha trobat en eclogita. Sol trobar-se associat a altres minerals com: la pumpel·lyïta, epidota,  granat, moscovita, jadeïta, glaucòfan, quars o calcita.